# Merenhor
Merenhor je bil morda faraon Osme egipčanske dinastije, ki je vladal v prvem vmesnem obdobju Egipta. Njegovo ime je dokazano samo na Abidoškem seznamu kraljev (vnos 46).

## Vira
- VIIth Dynasty 2175 - 2165. Pridobljeno 9. novembra 2006.
- Abydos King List. Pridobljeno 9. novembra 2006.

| Merenhor Osma egipčanska dinastija |                                                                 |                          |
| Vladarski nazivi                   |                                                                 |                          |
| Predhodnik: Neferkare IV.          | Faraon Egipta Prvo vmesno obdobje Egipta (2181-2055 pr. n. št.) | Naslednik: Neferkamin I. |